# Neuenbürg (Kraichtal)
Neuenbürg (ⓘ, südfränkisch: Neiberg) ist ein Stadtteil von Kraichtal im Landkreis Karlsruhe im nordwestlichen Baden-Württemberg.

## Geographie
Neuenbürg liegt in der Hügellandschaft des Kraichgaus. Die Gemarkungsfläche beträgt 256 ha.

## Geschichte
1255 erstmals als novum castrum Owensheim erwähnt, handelte es sich um ein Dorf im Anschluss an die neue Burg der Grafen von Eberstein auf der Gemarkung von Oberöwisheim. Mit der (heute nicht mehr bestehenden Burg) wurde das Dorf 1331 an die Herren von Remchingen verpfändet, später in ein Lehen umgewandelt. Die Ortsherrschaft führte die lutherische Reformation ein. Nach dem Aussterben der Herren von Remchingen zog der Bischof von Speyer 1661 den Ort an sich, obwohl Württemberg Ansprüche auf Neuenbürg als Zubehör von Gochsheim geltend machte. Damit wurde Neuenbürg rekatholisiert. 1803 kam Neuenbürg an Baden und gehörte 1807 kurzfristig zum Amt Gochsheim, von 1807 bis 1809 zum Oberamt Bruchsal, dann erneut zu Gochsheim und 1810 bis 1819 zum zweiten Landamt Bruchsal. Ab 1819 gehörte Neuenbürg zum Oberamt bzw. Bezirksamt Bruchsal.
Im April 1945 wird der Ort zur Unterbringung von KZ-Häftlingen aus dem befreiten KZ Vaihingen durch die französischen Besatzungstruppen kurzfristig geräumt. Hier verstorbene jüdische Häftlinge werden auf dem so entstehenden jüdischen Friedhof beigesetzt.
Am 1. September 1971 vereinigte sich Neuenbürg mit den Städten Gochsheim und Unteröwisheim sowie mit den Gemeinden Bahnbrücken, Landshausen, Menzingen, Münzesheim, Oberacker und Oberöwisheim zur neuen Stadt Kraichtal.
2005 hatte Neuenbürg 523 Einwohner.

## Wappen
Das ehemalige Wappen von Neuenbürg zeigt in Silber auf blauem Boden zwei einander zugewandte aufgerichtete schwarze Löwen, eine blaue Weintraube mit grünem Stiel haltend.

## Sehenswürdigkeiten
Die katholische Kirche St. Lukas wurde ursprünglich als Marienkapelle im Schloss Neuenbürg erbaut und 1468 zur Pfarrkirche erhoben. Der Glockenturm der Kirche ist der ehemalige Turm der Burg, von der ansonsten nichts mehr erhalten ist. Die Kirche wurde 1892 zu ihrer heutigen Gestalt umgebaut. Bei der Kirche befindet sich das ehemalige Rathaus des Ortes, außerdem wurde dort 1999 ein Dorfplatz mit Dorfbrunnen angelegt.

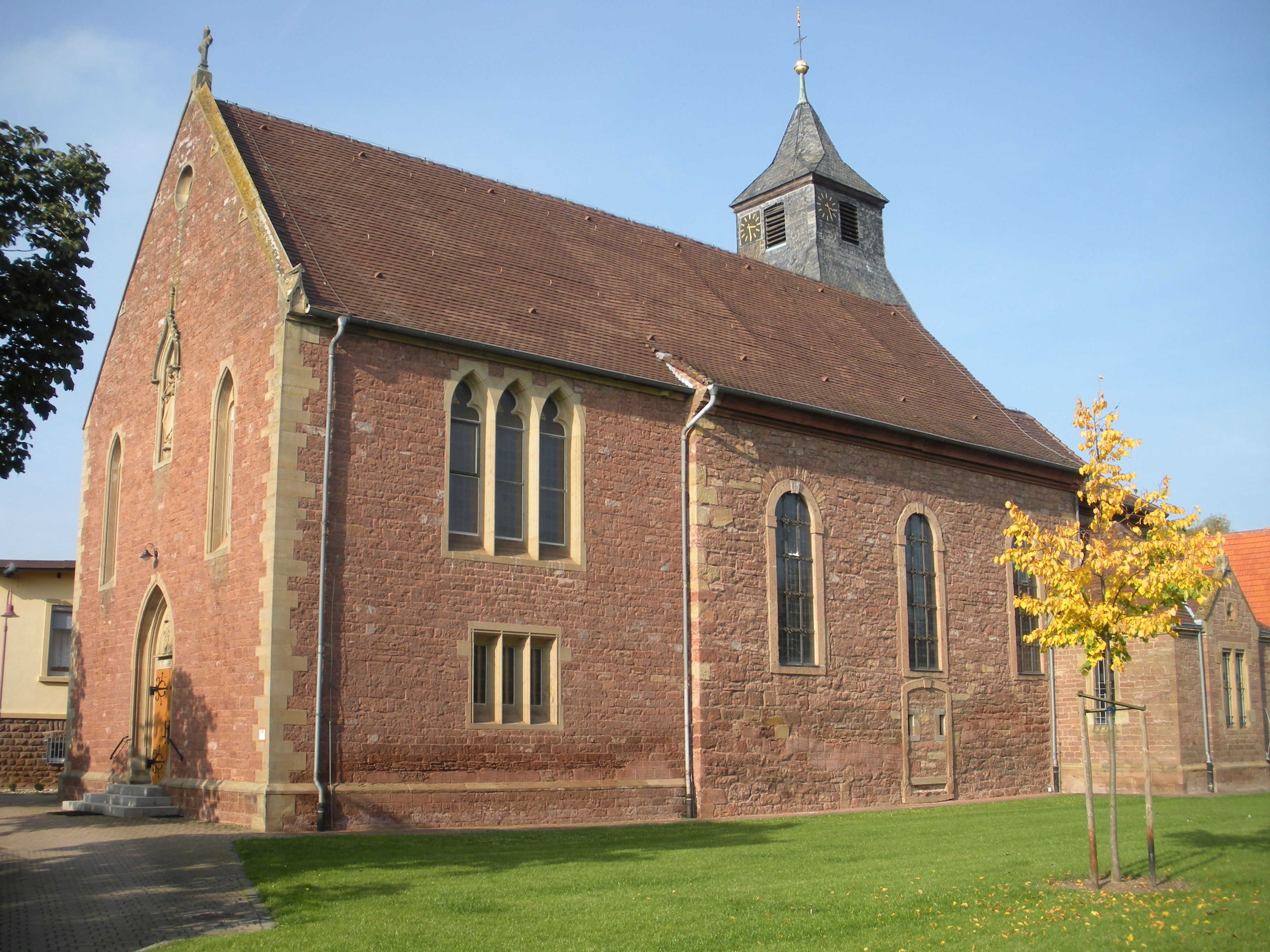
Katholische Kirche St. Lukas
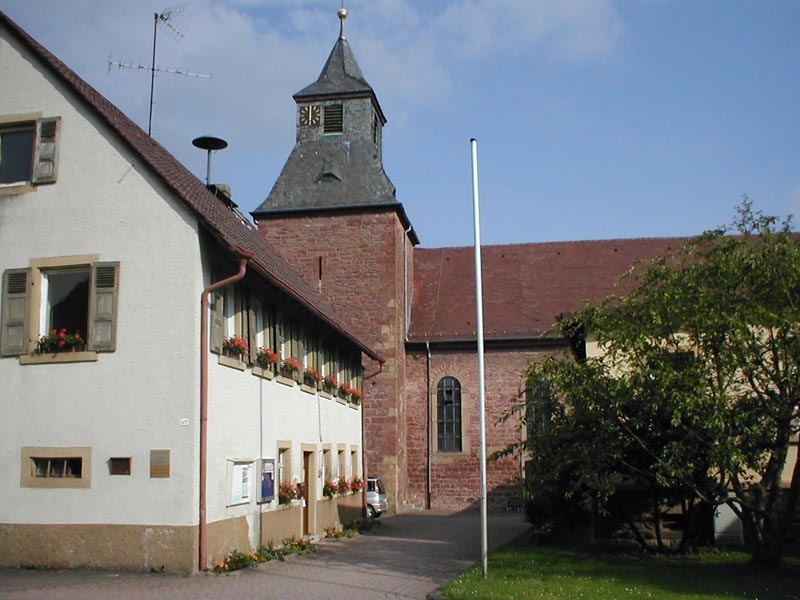
Rathaus und katholische Kirche
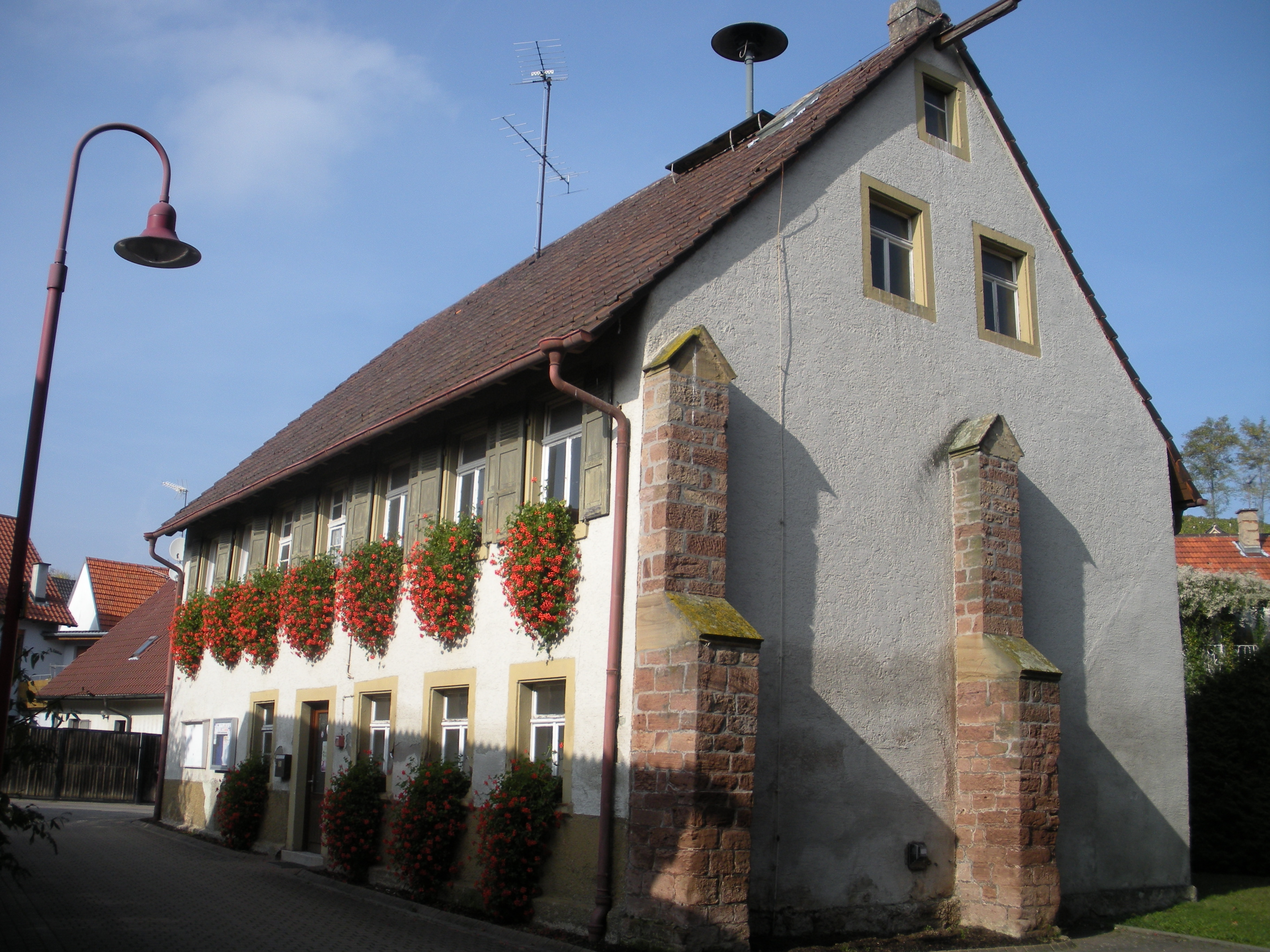
Rathaus in Neuenbürg
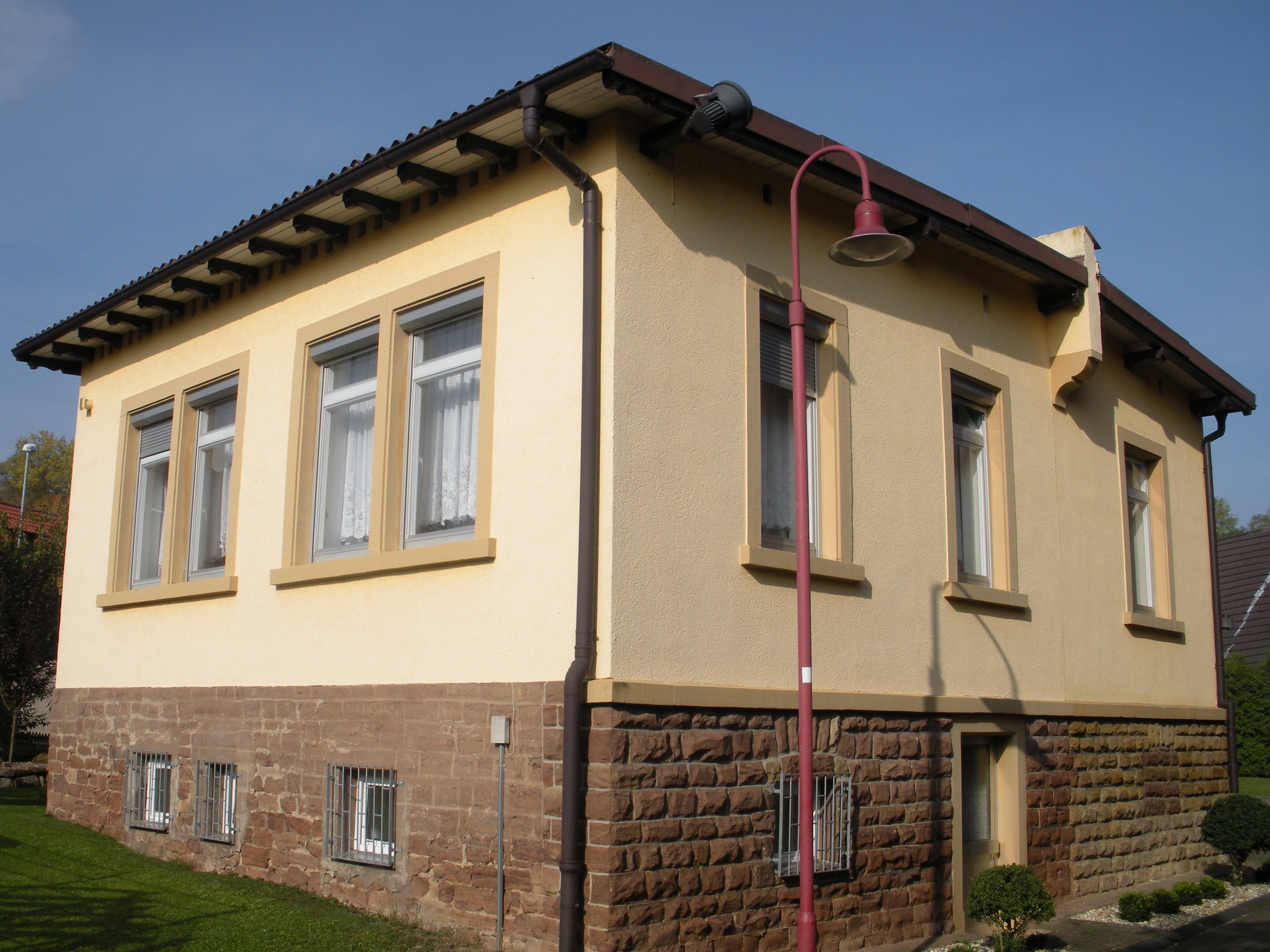
Schulhaus in Neuenbürg
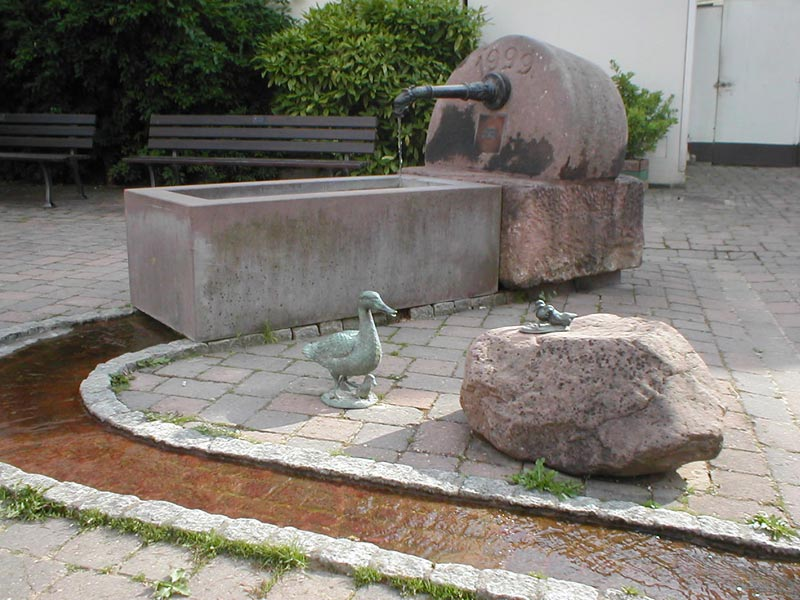
Dorfbrunnen
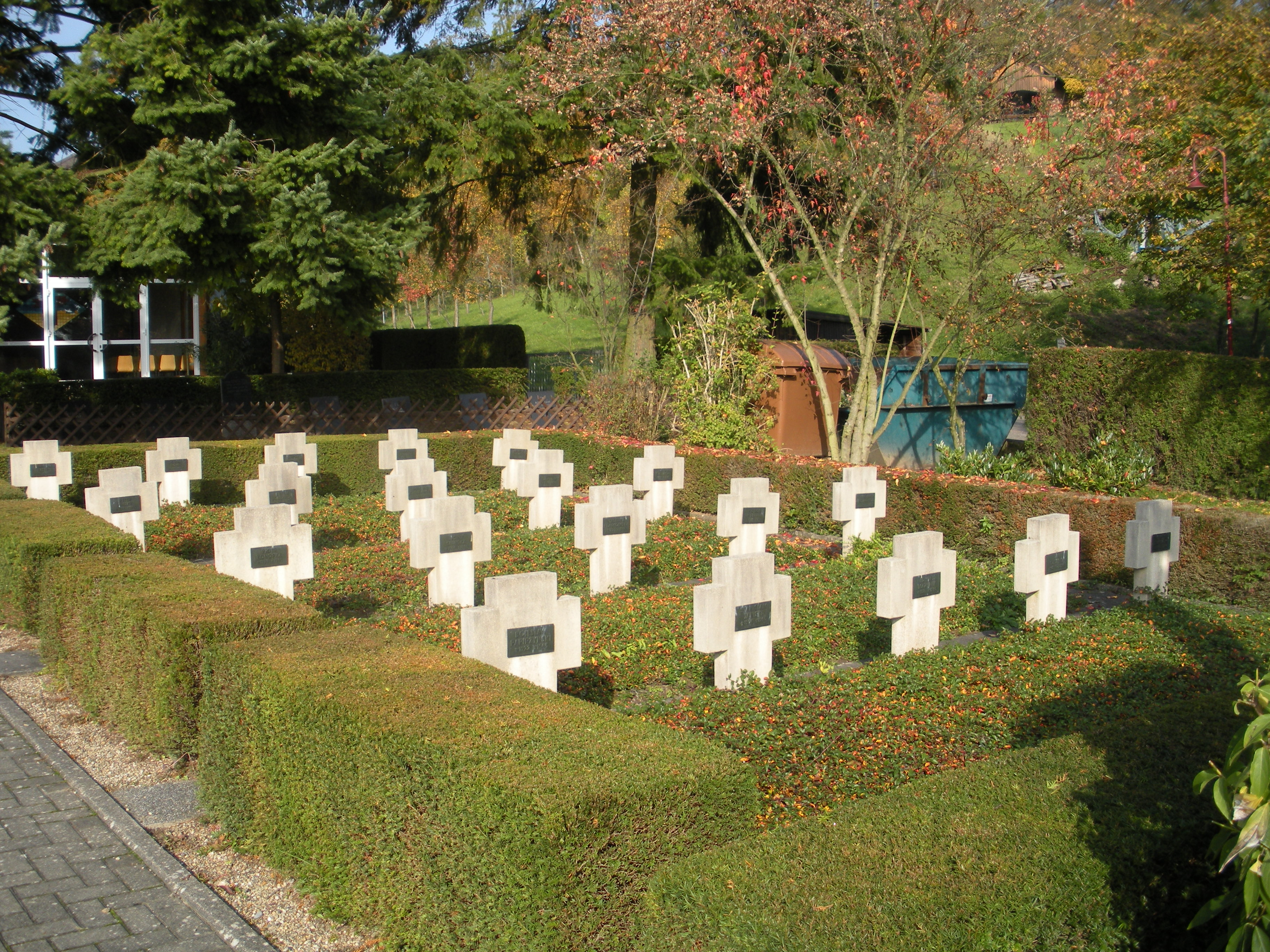
Friedhof
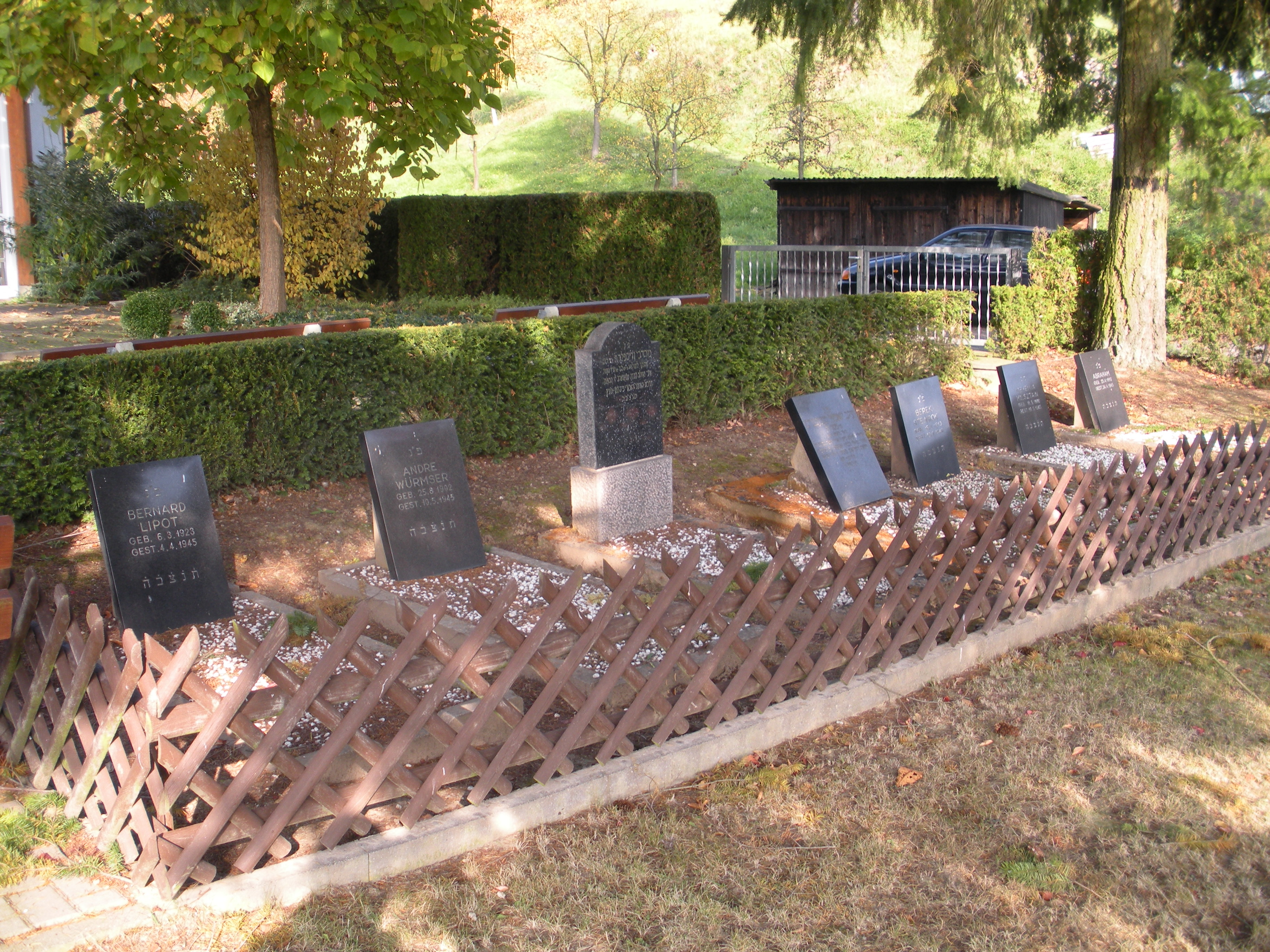
Jüdischer Friedhof
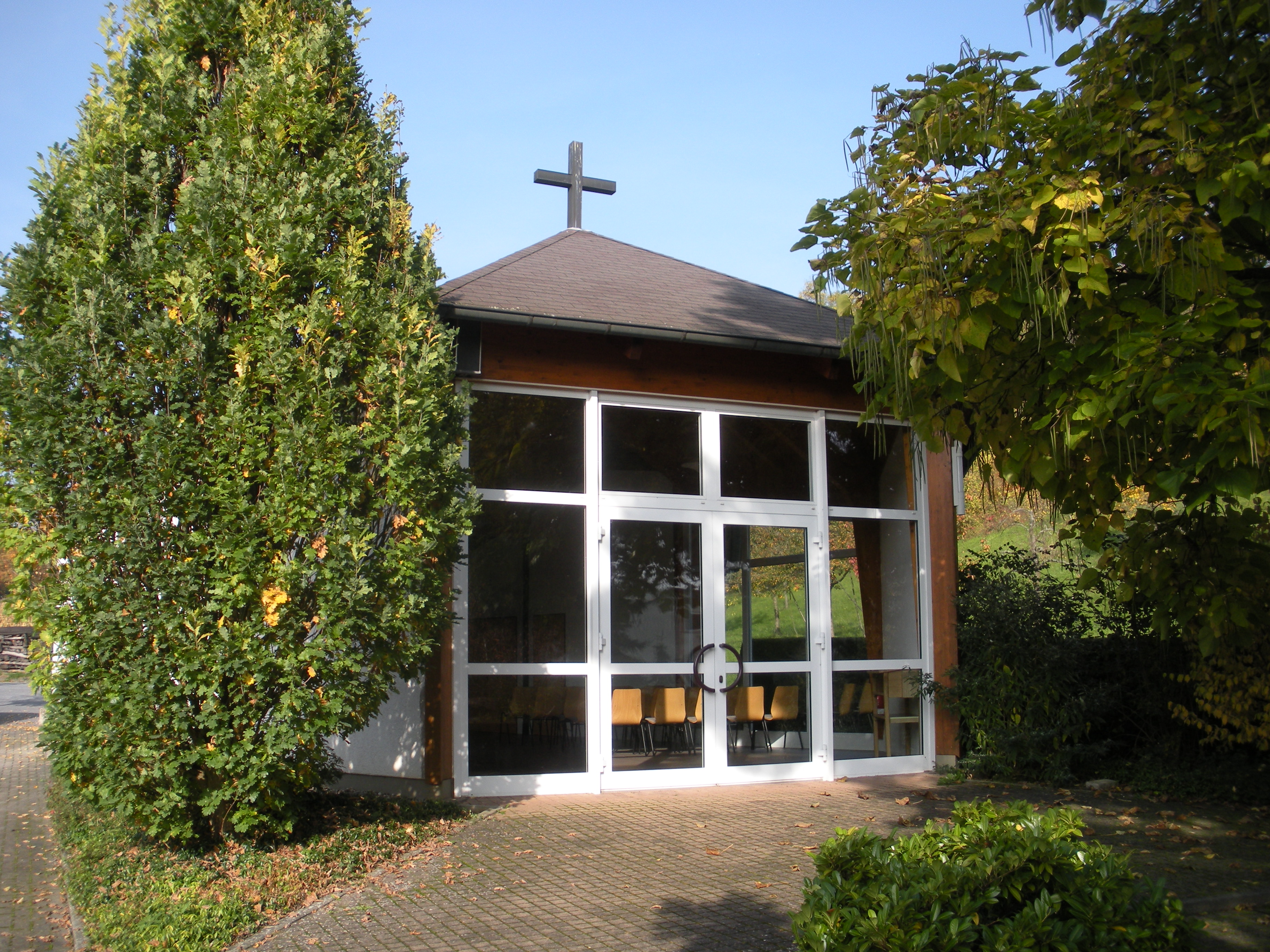
Aussegnungshalle auf dem Friedhof
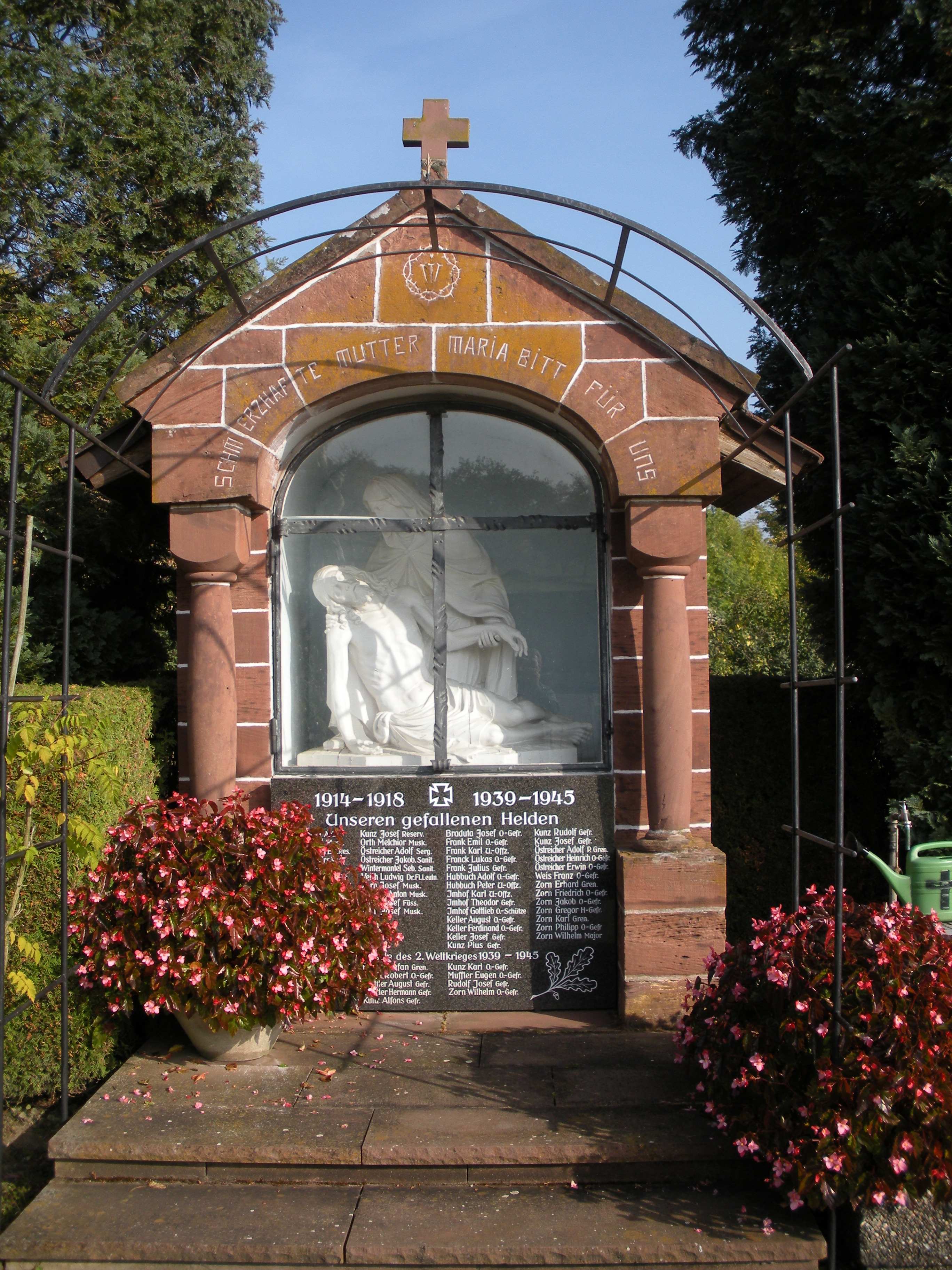
Gefallenendenkmal auf dem Friedhof
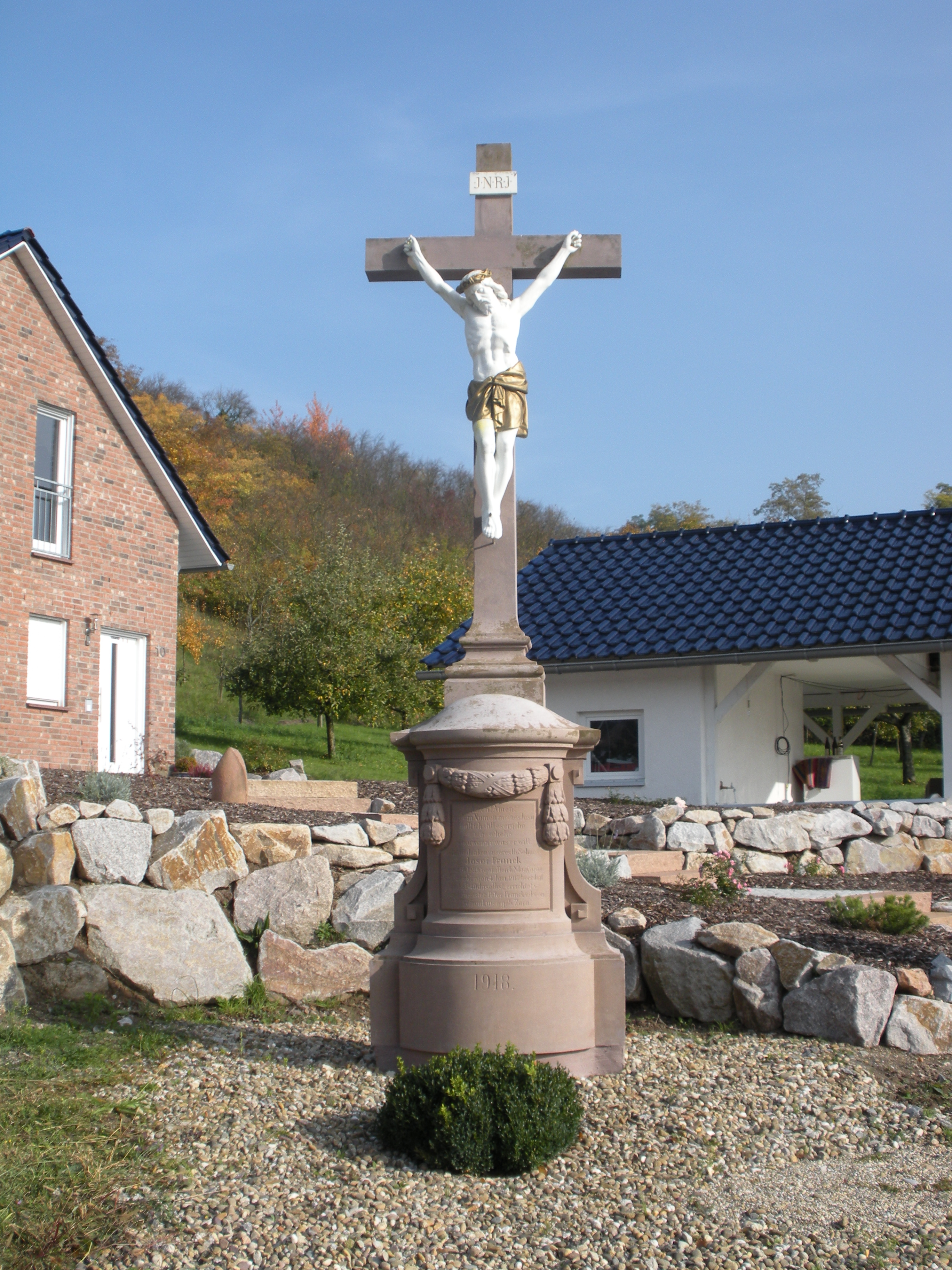
Wegkreuz